# Alicia Dujovne Ortiz
Alicia Dujovne Ortiz, née à Buenos Aires, le 4 janvier 1940, est une journaliste et écrivaine argentine.

## Biographie
Alicia Dujovne Ortiz est née en 1940 à Buenos Aires (Argentine). Elle est la fille d’Alicia Ortiz, romancière, et de Carlos Dujovne, l’un des fondateurs du Parti communiste argentin.
Diplômée de philosophie de l’université de Buenos Aires et journaliste reconnue, elle quitte l’Argentine en 1978 pour fuir la dictature militaire et s’exiler en France où elle vit toujours.
Romancière, journaliste, dramaturge, auteur d'ouvrages pour la jeunesse et biographe, elle écrit la plupart de ses ouvrages en espagnol. Son œuvre qui est traduite en plus de 20 langues s’intéresse souvent à l’Argentine, sa vie sociale et politique, au football, au tango et à la misère des alentours de Buenos Aires. Elle est l’auteure de portraits d’hommes et de femmes aux vies hors du commun, extrêmes, marginales.
Elle est titulaire d'une bourse de la Fondation Guggenheim en 1986. En 2004 et 2014, elle se voit décerner le prix Konex pour ses biographies et ses mémoires.

## Ouvrages

### Romans
- La más agraciada. Editiones Emecé, Buenos Aires, 2017.
- La Madama. Ediciones Emecé, Buenos Aires, 2014.
- Le Monologue de Teresa. Grasset 2011.
- L'Etoile rouge et le poète. Metailié, 2009.
- Anita, Grasset, 2004.
- Femme couleur tango. Grasset 1998.
- L'Arbre de la gitane. Gallimard 1991.
- Mon Arbre, mon amant. Mercure de France 1982.
- La Bonne Pauline. Mercure de France 1980.
- Andanzas. Trilogía autobiográfica, éd. Equidistancias 2023.

### Jeunesse
- Les Fiancées du jardin potager. Grasset et Fesquelle, 2004.
- Villa Miseria. éditions Rageot 2003.
- Le Sourire des dauphins, Gallimard Jeunesse 1989.
- Wara, la petite indienne de l'Altiplano. Larousse, 1983.

### Biographies
- Milagro Sala, l'étincelle d'un peuple, Editions des Femmes, Paris, 2017.
- Chronique des ordures, qui a tué Diego Duarte ?,Tango Bar, 2011.
- Camarade Carlos, un agent du Komintern en Amérique latine. La Découverte, 2008
- Dora Maar : prisonnière du regard. Grasset 2003.
- Eva Perón, la Madone des sans-chemise. Grasset, 1995.
- Maradona, c'est moi. La Découverte 1992.
- Dora Maar, prisionera de la mirada, Mexico/Madrid, Editorial Vaso Roto 2013 (traduction française chez Grasset sous le titre Dora Maar, prisonnière du regard, 358 pages).

### Chroniques
- Argentine. Hermé, 2005 (avec E. Dehau)
- Buenos Aires, Champ Vallon, 1984.

## Prix et distinctions
- Bourse Guggenheim, 1986.
- Prix Konex, 2004 et 2014.